# Aruba az 1992. évi nyári olimpiai játékokon
Aruba a spanyolországi Barcelonában megrendezett 1992. évi nyári olimpiai játékok egyik részt vevő nemzete volt. Az országot az olimpián 3 sportágban 5 sportoló képviselte, akik érmet nem szereztek.

## Atlétika
Férfi
| Versenyző     | Versenyszám | Döntő   | Döntő    |
| Versenyző     | Versenyszám | Idő     | Helyezés |
| ------------- | ----------- | ------- | -------- |
| Kim Reynierse | Maraton     | 2:25:31 | 53.      |

Női
| Versenyző | Versenyszám | Döntő         | Döntő         |
| Versenyző | Versenyszám | Idő           | Helyezés      |
| --------- | ----------- | ------------- | ------------- |
| Lia Melis | Maraton     | nem ért célba | nem ért célba |

## Kerékpározás

### Országúti kerékpározás
Férfi
| Versenyző        | Versenyszám   | Idő           | Helyezés      |
| ---------------- | ------------- | ------------- | ------------- |
| Lucien Dirksz    | Mezőnyverseny | nem ért célba | nem ért célba |
| Gerard van Vliet | Mezőnyverseny | nem ért célba | nem ért célba |

## Vitorlázás
Férfi
| Versenyző      | Versenyszám     | Futam | Futam | Futam | Futam | Futam | Futam | Futam | Futam  | Futam | Futam | Pontszám | Helyezés |
| Versenyző      | Versenyszám     | 1     | 2     | 3     | 4     | 5     | 6     | 7     | 8      | 9     | 10    | Pontszám | Helyezés |
| -------------- | --------------- | ----- | ----- | ----- | ----- | ----- | ----- | ----- | ------ | ----- | ----- | -------- | -------- |
| Roger Jurriens | Szörfvitorlázás | 41,0  | 38,0  | 40,0  | 34,0  | 39,0  | 41,0  | 40,0  | (44,0) | 38,0  | 44,0  | 355,0    | 37.      |